# Von Daehne

Familiewapen van Von Daehne

Von Daehne (Van Daehne) is een volgens de overlevering van oorsprong Lijflands geslacht waarvan leden sinds 1822 tot de Nederlandse adel, en leden van een tak later tot de Duitse adel behoren.

## Geschiedenis
De bewezen stamreeks begint met Martin Daehne, burger en timmerman te Riga die aldaar vermeld wordt als Amtsältester in 1716 en 1720. Zijn kleinzoon, Johann Christoph Wilhelm von Daehne (1744-1803), was in dienst van onder anderen de Hertog van Brunswijk en werd op 1 juni 1792 door de rijksvicaris keurvorst Frederik August I van Saksen verheven in de Rijksadelstand. Hij vestigde zich in de Nederlanden. Twee van diens zonen, Pieter Albert von Daehne en Casparus Govardus Johannes von Daehne, werden op 26 april 1822 ingelijfd in de Nederlandse adel. Een zoon van de laatste vestigde zich te Braunschweig en werd stamvader van de Duitse tak. In Nederland stierf het geslacht in 1936 uit.

## Enkele telgen
- (Johann) Martin Daehne; deze wordt 'Christoph Wilhelm' genoemd in Perthes Taschenbuch,[1] lakei van Hertog Ludwig Ernst van Brunswijk; trouwde in 1739 met Elisabeth Christine Karoline Roef (Ruff) de ‘Leibwascherin’ en wasvrouw van de hertog
  - Johann Christoph Wilhelm von Daehne, geboren in Miscovits, Bohemen in 1743; in de Rijksadelstand verheven in Dresden op 1 juni 1792
    - Jhr. Pieter Albert von Daehne (1780-1859)
    - Jhr. Casparus Govardus Johannes von Daehne, heer van Varik (1781-1825)
      - Jhr. Willem Lodewijk Johan von Daehne, heer van Varik (1810-1895), hofraad, diplomatiek agent van Brunswijk, bankier te 's-Gravenhage
        - Jhr. mr. August von Daehne, heer van Varik (1846-1930)
        - Jkvr. Johanna Jacoba Wilhelmina Louisa von Daehne (1849-1936), laatste telg van de Nederlandse tak

    - Anna Julia Marie von Daehne, schilderes, (1787-1857)
    - Louise Ernestine von Daehne (1788-1817); peter was Hertog Ludwig Ernst van Brunswijk
    - Charles August von Daehne (1789-1810); peter en meter waren Charles Guillaume Ferdinand en Augusta van Brunswijk en Lunenburg.[2]

  - Johanna Albertina Daehne (1748-1829); trouwde in 1773 met Pieter baron Melvill van Carnbee (1743-1826), schout-bij-nacht en vice-admiraal

## De Von Daehne-stamreeks ter discussie gesteld
De hier volgende beschouwing biedt een weergave van het door M.G. Wildeman ingestelde onderzoek in Nederland en Duitsland naar de herkomst van het geslacht Daehne en de beschrijvingen daarvan door W.J.J.C. Bijleveld bij het Nederland's Adelsboek.
De stamreeks van het Daehne-geslacht wordt onder andere beschreven in het Duitse adelsboek van Uitgeverij Justus Perthes en diverse Nederlandse adelsboeken. In het eerstgenoemde Duitse adelsboek wordt de stamreeks begonnen met Johann Christian Albert Daehne (geboren 1689). Zijn zoon Christoph Wilhelm (in andere stamreeksen wordt hier (Johann) Martin Daehne genoemd) trouwde op 17 november 1739 met Elisabeth Christine Karoline Roef (Ruff), geboren in Praag en overleden in Willemstad op 20 juli 1792). Hun zoon Johann Christoph Wilhelm von Daehne werd geboren in Miscovits, Bohemen, in 1743 en stierf op 24 mei 1803; hij werd in de Reichsadelstand verheven in Dresden op 1 juni 1792 en werd agent in Den Haag. Hij trouwde in Chaam op 19 oktober 1777 met Cornelia Bles, geboren in Colombo op 1 september 1748 en overleden op 24 augustus 1830 in Den Haag en dochter van Marcellus Bles, heer van Moergestel en VOC-koopman. Hun zonen (waaronder Pieter Albert) werden in de Nederlandse adelstand opgenomen op 26 april 1822. In de latere uitgaves van 1912 en 1914 van dit Duitse adelsboek begint de stamreeks direct met Johann Christoph Wilhelm von Daehne. 

#### Plaatselijk onderzoek in Duitsland
In verschillende publicaties stelde M.G. Wildeman, directeur van het Centraal Bureau voor Genealogie en Heraldiek, in zijn poging de stamboom van de familie Melvill van Carnbee correct en compleet te maken de betrouwbaarheid van de Daehne-genealogie en de Duitse adelsboekjes ter discussie. Tevens stelde hij kritische vragen bij de adelsverklaring van J.C.W. von Daehne en die van zijn zonen - waaronder Pieter Albrecht. Na door Wildeman ingesteld plaatselijk onderzoek tijdens zijn zoektocht naar "diepgaande zekerheid”  bleek in de Duitse archieven en kerkboeken van Brunswijk en  Wolfenbüttel niets gevonden te kunnen worden over de door de diverse Daehne-familieleden geclaimde herkomst van de geslachten Daehne en Ruff (Roef) en bleef het onderzoek “vruchteloos”. Ook in de specifieke casus van het officiersschap in krijgsdienst van stamvader Johann Christiaan Albert Daehne die bij Droczka als officier gesneuveld zou zijn is bij onderzoek door Wildeman in het Kaiserlich Köningliches Kriegarchiv in Wenen en in verdere publicaties daar niets over gevonden. Ook de traditioneel geclaimde afkomst van de oude familie Dehn kwalificeerde Wildeman na zijn onderzoek als “onbetrouwbaar”.

#### De Nederlandsche Leeuw
Zes jaar later, in 1909, werd de stand van zaken rondom Wildemans onderzoek in het maanblad De Nederlandsche Leeuw gepubliceerd. Hierin werden Wildemans vermoedens aangaande de relatie tussen de Daehne-familie en de komst van Hertog Ludwig Ernst van Brunswijk, bijgenaamd de ‘dikke Hertog’, naar Nederland onderzocht en beschreven. Wildeman noemde Martin Daehne, de grootvader van Pieter Albert von Daehne, als de tafeldekker, zilverknecht en lakei van de hertog en als de echtgenote van deze lakei noemt hij Christina Sophia Elisabeth Ruff die als ‘Leibwascherin’ in de hofhouding van de hertog voorkomt. Begrijpelijk zijn Wildemans vragen rondom de claims die de zoon uit dat huwelijk, Johann Christoph Wilhelm Daehne, heeft gemaakt om in de adelstand verheven te worden. Wildeman suggereerde dat er hier sprake is geweest van valse informatie. Naast het feit dat de zoon van een ’Silberdiener’ en een ‘Leibwascherin’ in 1792 zonder speciale reden of geschiedenis door de keurvorst van Saksen Frederik August I van Saksen in de adelstand werd verheven (en dientengevolge zijn zonen in 1822 in de Nederlandse adelstand) vond Wildeman het opvallend dat deze laatstgenoemde als "Edele vrouwe" vermeld werd bij haar overlijden. De hertog werd officieel als de beschermeer (Patron) van de kinderen en kleinkinderen van deze mevrouw Ruff genoemd. Wildeman vermeldde in een voetnoot de bijzondere relatie tussen de hertog en Louise Ernestine, dochter van Johann Christoph Wilhelm Daehne en diens vrouw Cornelia Bles van Moergestel, die is vernoemd naar de hertog die hoogst persoonlijk het peterschap kort voor zijn overlijden had aangenomen. En van de in 1789 uit dat zelfde huwelijk geboren zoon Charles Auguste von Daehne, een broer van Pieter Albert von Daehne, werden als Peter en Meter genoemd het echtpaar Charles Guillaume Ferdinand, een zoon van de broer van de Hertog van Brunswijk en Augusta van Brunswijk en Lunenburg, op dat moment Kroonprinses van Engeland.

#### Bijleveld
Dit alles leidde er toe dat in 1949 historicus en lid raad van bestuur van het Koninklijk Nederlandsch Genootschap voor Geslacht- en Wapenkunde, W.J.J.C. Bijleveld, in conclusie over de afkomst van het Daehne-geslacht in zijn boek Opmerkingen over de geslachten, behandeld in het Nederland’s Adelsboek schrijft dat lakei Daehne werkzaam in de hofhouding van de hertog van Brunswijk-Wolfenbüttel moest trouwen met de bijzit van de hertog, een "waschvrouw". Vervolgens staat er: "De Hertog bezorgde den zoon uit dat huwelijk, dien hij als den zijne beschouwde, betrekkingen [...] en stelde hem daarna tot zijnen gemachtigde in Den Haag aan”.

#### Van Hardenbroek
Naast het onderzoek van Wildeman wordt in het boek Gedenkschriften van Gijsbert Jan van Hardenbroek (1747-1787) beschreven dat ene Vink had "gehoord" dat kapitein Melvill een vrouw had getrouwd die in Den Haag woonde en een dochter was van een zekere mevrouw ....  die een favoriet was van de secretaris van de hertog, Henicke, en die dus "vader van de gemelde dochter was". De dochter met wie Pieter Melvill van Carnbee was getrouwd in 1773 was Johanna Albertina Daehne (1748-1829).